# Tell It Like It Is (album Aaron Neville)
Tell It Like It Is è il primo album discografico solistico di Aaron Neville, pubblicato dall'etichetta discografica Parlo Records nel 1966.

## Tracce
Lato A
1. Tell It Like It Is – 2:41 (Lee Diamond, George Davis)
2. Why Worry – 2:34 (Lee Diamond, George Davis)
3. She Took You for a Ride – 3:18 (Lee Diamond, George Davis)
4. A Hard Nut to Crack – 2:30 (Lee Diamond, George Davis)
5. You Think You're so Smart – 2:34 (George Davis)
6. Jailhouse – 3:12 (Aaron Neville)

Lato B
1. Bet You're Surprised – 2:55 (George Davis, Alvin Red Tyler, Warren Parker)
2. Love, Love, Love – 3:21 (George Davis)
3. Since You're Gone – 2:24 (George Davis)
4. Space Man – 2:40 (Fred Calisto)
5. Hold on, Help Is on the Way – 2:23 (George Davis, Alvin Red Tyler, Warren Parker)

## Musicisti
- Aaron Neville - voce solista

Tell It Like It Is
- Aaron Neville - voce solista
- John Deacon Moore - chitarra
- Willie Tee - pianoforte
- Emery Thomas - tromba
- Alvin Red Tyler - sassofono tenore
- George Davis - sassofono baritono, arrangiamenti
- Walter Payton - basso
- Albert June Gardner - batteria
- Cyril Neville - accompagnamento vocale, cori
- Tami Lynn - accompagnamento vocale, cori

Note aggiuntive
- Prodotto da Alvin Red Tyler e Warren Parker Jr. (per la Par-Lo Enterprizes, Incorporated)
- George Davis - arrangiamenti e conduttore musicale
- Registrazioni effettuate al Cosimo Recording Studio di New Orleans, Louisiana, Stati Uniti
- Cosimo Matassa - ingegnere delle registrazioni
- Warren Parker - design copertina album
- Reynold Ralph - fotografia copertina album
- Larry McKinley - note di retrocopertina album[2]